# Bryan Kidd
Christopher Bryan Kidd (1949) is een Amerikaanse componist, muziekpedagoog, dirigent, arrangeur en saxofonist.

## Levensloop
Kidd studeerde aan de Shenandoah Universiteit in Winchester en behaalde daar zowel zijn Bachelor of Music in muziekopleiding (1971) als zijn Master of Music in compositie (2010). Hij begon in 1971 als muziekleraar, instructeur en dirigent van de harmonieorkesten aan de Hayfield Secondary School in Fairfax County. Vanaf 1976 was hij als chefarrangeur verbonden aan de United States Navy Band in Washington D.C.. Hij verzorgde optredens met deze militaire muziekkapel in het Witte Huis, de Carnegie Hall en zelfs in Sint-Petersburg. In 2002 ging hij met pensioen. 
Destijds werkt hij als docent aan zijn Alma mater, de Shenandoah Universiteit in Winchester (Virginia).
Hij is dirigent van de Spriggs Road Jazz Band en van andere jazzbands/-ensembles in de Prince William County. 
Als componist schreef hij werken voor orkest, harmonieorkest en jazzband/-ensembles. Kidd ontving sinds 1996 verschillende prijzen van de American Society of Composers, Authors and Publishers (ASCAP). Hij arrangeerde en componeerde vooral jazzwerken voor het Tommy Dorsey Orchestra o.l.v. Buddy Morrow, het Glenn Miller Orchestra o.l.v. Larry O'Brien, het Terry Meyers Orchestra, het Baltimore’s Zim Zemarel Orchestra, het Rory Partin Orchestra uit Nashville en de Swing Machine Big Band uit Washington D.C.. Tegenwoordig werkt hij als huiscomponist en -arrangeur van het American Festival Pops Orchestra (AFPO) dat onder leiding staat van Anthony Maiello. Kidd is lid van de American Society of Composers, Authors and Publishers (ASCAP). 

## Composities

### Werken voor orkest
- - Latin and Lace, voor strijkorkest
- - Turning Point, voor orkest

### Werken voor harmonieorkest
- 1978: - Latin Winds, voor harmonieorkest
- 1986: - Fanfare and Procession, voor harmonieorkest
- 1996: - Polka Medley, voor harmonieorkest
- 2002: - Turning Point, voor harmonieorkest
- 2005: - Blue Ridge Summit, voor harmonieorkest
- 2006: - Sketches on a French Carol "Il est né le divin enfant", voor harmonieorkest
- 2007: - Home on the Range, voor harmonieorkest
- - Appassionato, voor altsaxofoon en harmonieorkest
- - Be Thou My Vision
- - Benny Goodman - Memories of You, voor klarinet en harmonieorkest
- - Break My Stride
- - Burst of Glory
- - Caribbean Nocturne
- - Concert Moods for Trumpet, voor trompet en harmonieorkest
- - Five Bells, voor harmonieorkest
- - Knights of the Golden Horseshoe, voor harmonieorkest
- - The Road to Chancellorsville - "Patrol" March

### Werken voor bigband of jazzband/-ensemble
- 1985: - Side Door Shuffle
- 2001: - The Daily Blues
- 2004: - Jingle Bell Boogie
- - Back Bay Breeze
- - Bass of Operations
- - Battle Hymn of the Republic
- - Be-Boppin' a-Brown
- - Blues Conference
- - Catch the Spirit
- - Day Shift
- - Hey, Sammy!
- - Hootin' with Newton
- - I'm Yours
- - Is That You?
- - Sambop
- - We Wish You a Merry Christmas
- - When Johnny Comes Swingin' Home